# Кирибати на летних Олимпийских играх 2012
Кирибати принимала участие в летних Олимпийских играх 2012 года, которые проходили в Лондоне (Великобритания) с 27 июля по 12 августа, где её представляли 3 спортсмена в двух видах спорта. На церемонии открытия Олимпийских игр флаг Кирибати нёс тяжёлоатлет Дэвид Катоатау.
На летних Олимпийских играх 2012 Кирибати вновь не сумела завоевать свою первую олимпийскую медаль. Знаменосец Дэвид Катоатау стал единственным спортсменом в команде Кирибати, который принимал участие во второй Олимпиаде.

## Состав и результаты

### Лёгкая атлетика
Мужчины
Беговые виды
| Соревнование | Спортсмены | Отборочный раунд | Отборочный раунд | Отборочный раунд | Четвертьфинал        | Четвертьфинал        | Четвертьфинал        | Полуфинал            | Полуфинал            | Полуфинал            | Финал                | Финал                |
| Соревнование | Спортсмены | Забег            | Результат        | Место            | Забег                | Результат            | Место                | Забег                | Результат            | Место                | Результат            | Место                |
| ------------ | ---------- | ---------------- | ---------------- | ---------------- | -------------------- | -------------------- | -------------------- | -------------------- | -------------------- | -------------------- | -------------------- | -------------------- |
| 100 метров   | Нуа Такуа  | 4                | 11,53            | 7                | Завершил выступление | Завершил выступление | Завершил выступление | Завершил выступление | Завершил выступление | Завершил выступление | Завершил выступление | Завершил выступление |

Женщины
Беговые виды
| Соревнование | Спортсмены     | Отборочный раунд | Отборочный раунд | Отборочный раунд | Четвертьфинал         | Четвертьфинал         | Четвертьфинал         | Полуфинал             | Полуфинал             | Полуфинал             | Финал                 | Финал                 |
| Соревнование | Спортсмены     | Забег            | Результат        | Место            | Забег                 | Результат             | Место                 | Забег                 | Результат             | Место                 | Результат             | Место                 |
| ------------ | -------------- | ---------------- | ---------------- | ---------------- | --------------------- | --------------------- | --------------------- | --------------------- | --------------------- | --------------------- | --------------------- | --------------------- |
| 100 метров   | Кайнгайе Дэвид | 1                | 13,61            | 8                | Завершила выступление | Завершила выступление | Завершила выступление | Завершила выступление | Завершила выступление | Завершила выступление | Завершила выступление | Завершила выступление |

### Тяжёлая атлетика
Мужчины
| Соревнование | Спортсмены     | Рывок     | Рывок | Толчок    | Толчок | Всего | Место |
| Соревнование | Спортсмены     | Результат | Место | Результат | Место  | Всего | Место |
| ------------ | -------------- | --------- | ----- | --------- | ------ | ----- | ----- |
| до 94 кг     | Дэвид Катоатау | 140       | 17    | 185       | 16     | 325   | 17    |